# Hradčany (Hradčany-Kobeřice)
Hradčany je jihovýchodní část obce Hradčany-Kobeřice v okrese Prostějov. V roce 2009 zde bylo evidováno 88 adres. V roce 2001 zde trvale žilo 236 obyvatel.
Hradčany leží v katastrálním území Hradčany u Prostějova o rozloze 3,6 km2.

## Název
Na vesnici bylo přeneseno původní pojmenování jejích obyvatel hradčěné (1078 zapsáno Gradcane, 1126 Hradczane), které znamenalo buď "lidé z Hradce" (lidé, kteří odtamtud přišli) nebo "lidé povinní službou u hradu".

## Obyvatelstvo

### Struktura
Vývoj počtu obyvatel za celou obec i za jeho jednotlivé části uvádí tabulka níže, ve které se zobrazuje i příslušnost jednotlivých částí k obci či následné odtržení.
| Místní části   | Místní části  | 1869 | 1880 | 1890 | 1900 | 1910 | 1921 | 1930 | 1950 | 1961 | 1970 | 1980 | 1991 | 2001 | 2011 |
| -------------- | ------------- | ---- | ---- | ---- | ---- | ---- | ---- | ---- | ---- | ---- | ---- | ---- | ---- | ---- | ---- |
| Počet obyvatel | část Hradčany | 383  | 381  | 390  | 404  | 445  | 397  | 432  | 336  | 315  | 273  | 205  | 175  | 236  | 223  |
| Počet domů     | část Hradčany | 70   | 75   | 77   | 78   | 83   | 83   | 93   | 95   | 170  | 86   | 71   | 85   | 83   | 87   |

## Fotogalerie

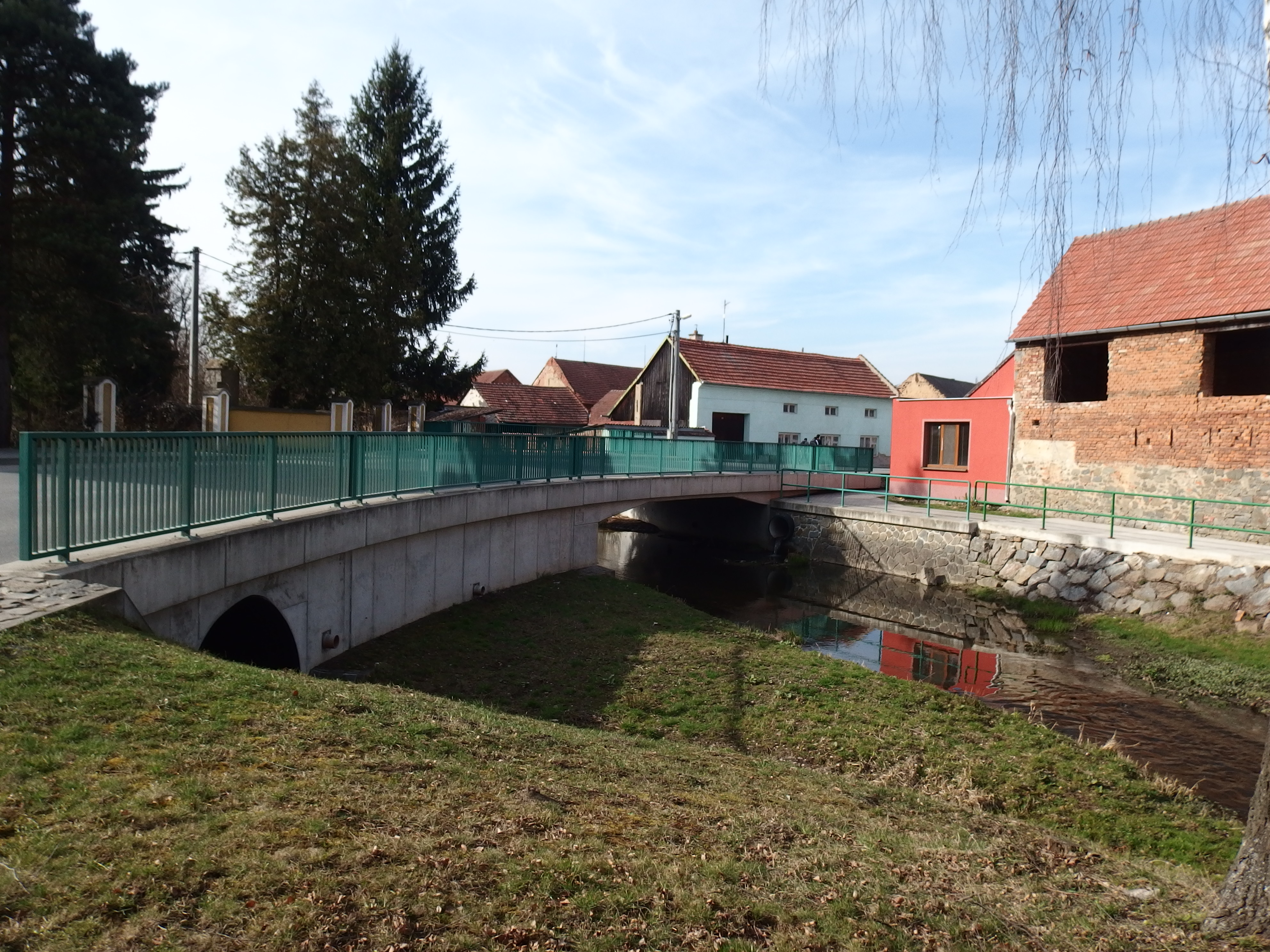
Most přes potok Brodečku
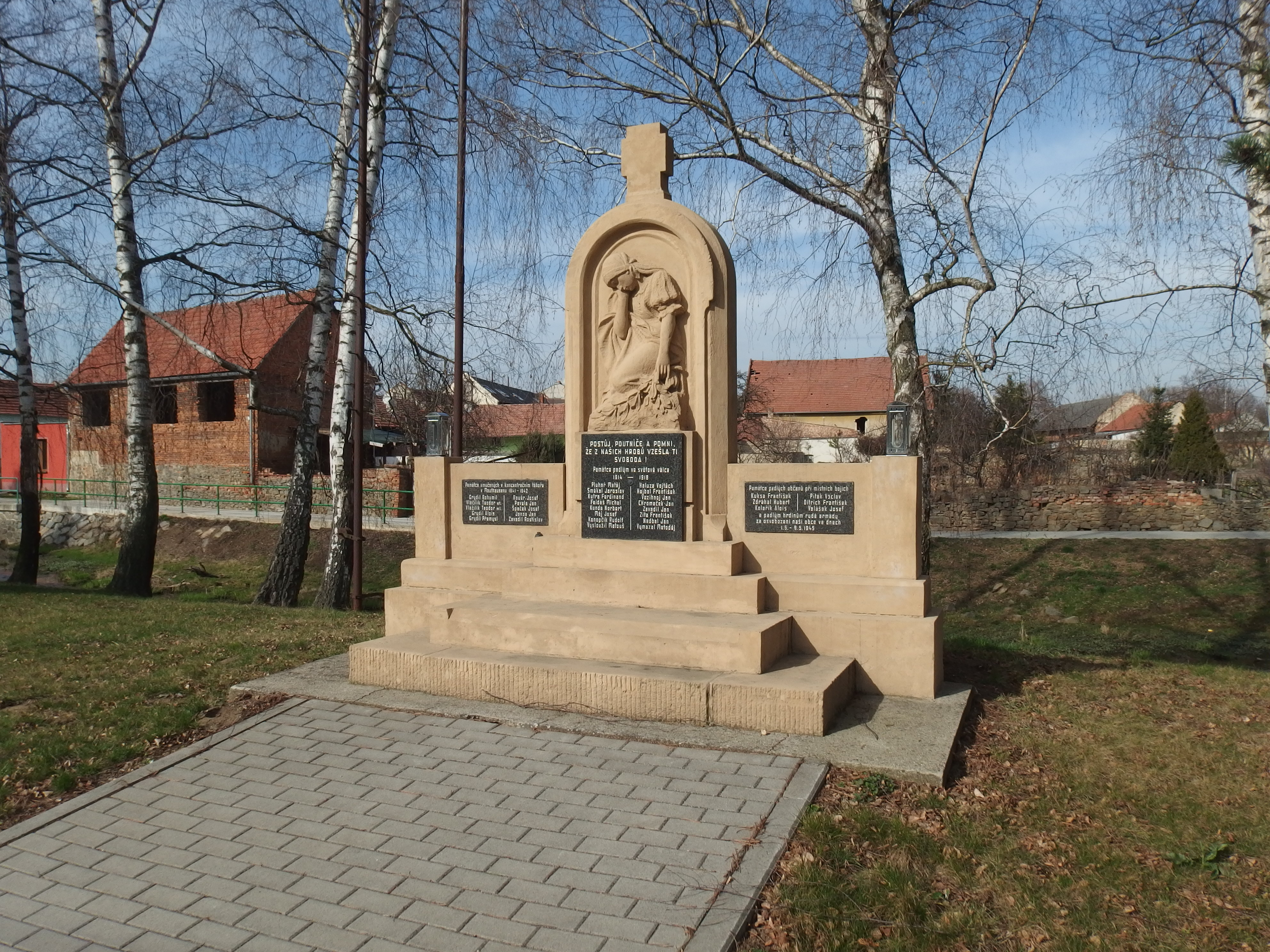
Pomník obětem I. světové války
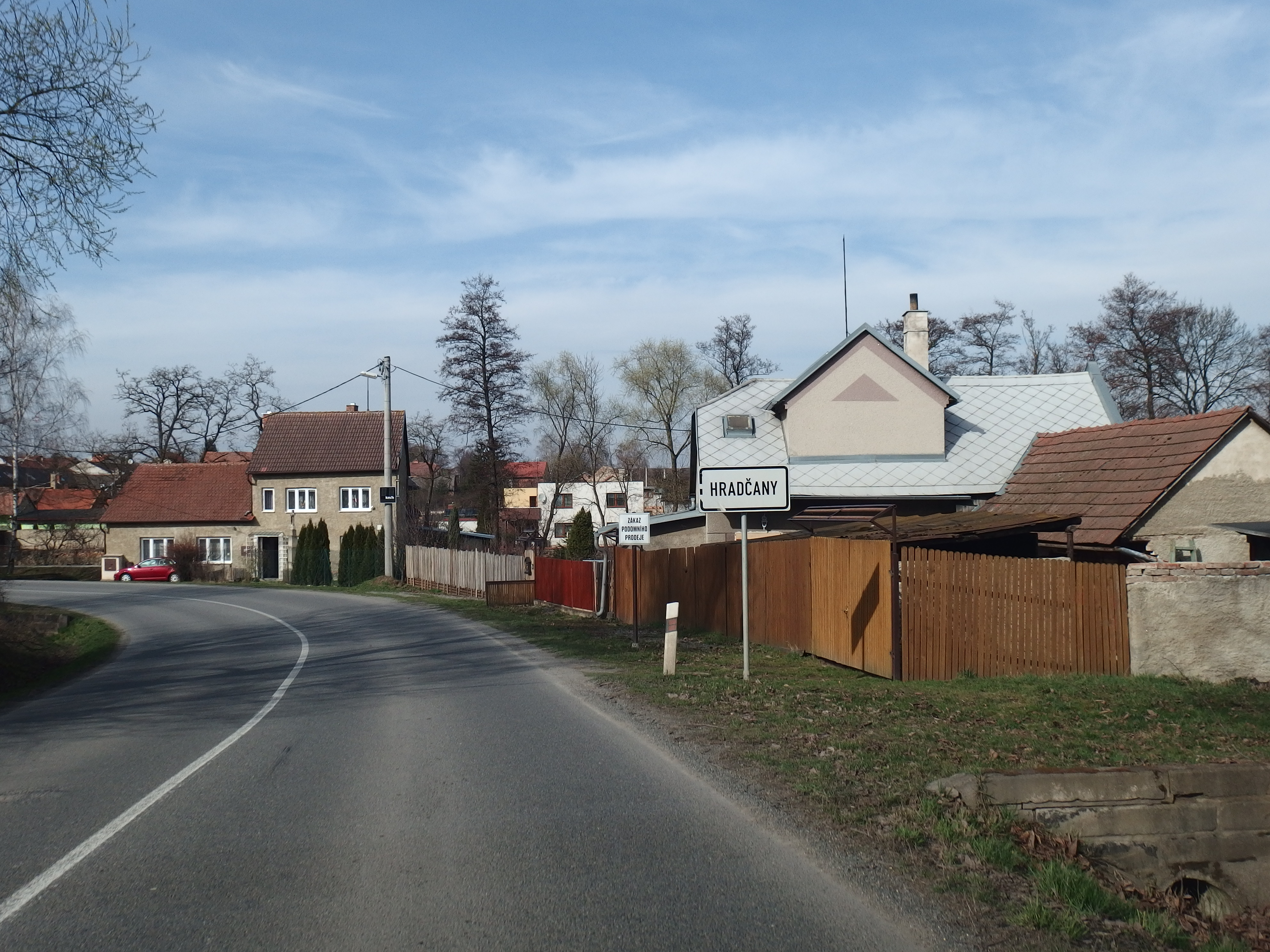
Příjezd od Dobromilic
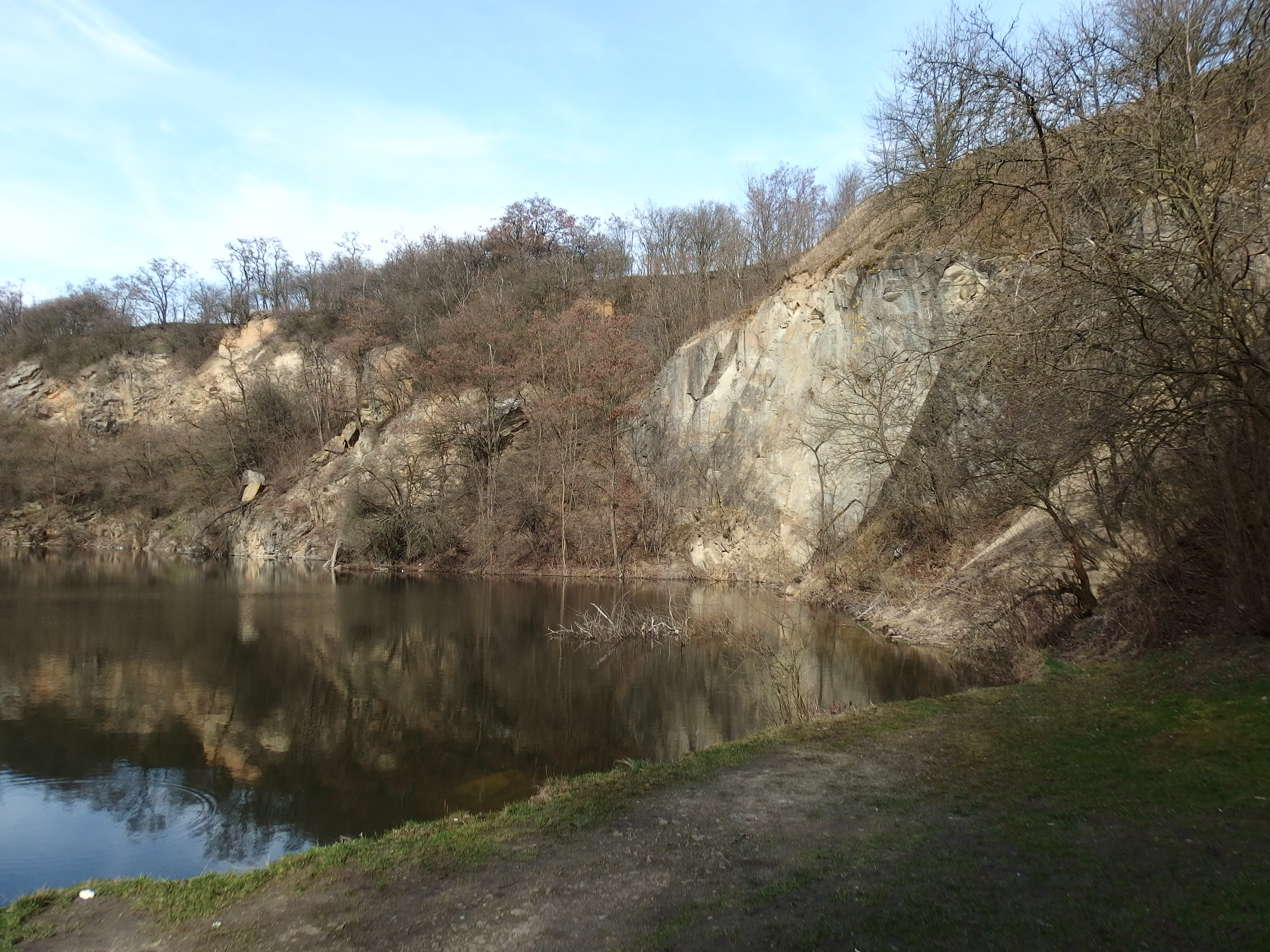
Zatopený lom